# Ghinda Subregion
Ghinda Subregion är ett distrikt i Eritrea.   Det ligger i regionen Norra rödahavsregionen, i den centrala delen av landet, 21 km nordost om huvudstaden Asmara.